# Kōta Watanabe (Fußballspieler)
Kōta Watanabe (jap. 渡辺 皓太, Watanabe Kōta; * 18. Oktober 1998 in Kawasaki, Präfektur Kanagawa) ist ein japanischer Fußballspieler.

## Karriere
Kōta Watanabe erlernte das Fußballspielen in der Jugendmannschaft von Tokyo Verdy. Der Club aus Tokio spielte in der zweiten japanischen Liga, der J2 League. Hier unterschrieb er 2017 auch seinen ersten Profivertrag. Bis August 2019 absolvierte er für Verdy 93 Zweitligaspiele und schoss dabei vier Tore. Im August 2019 wechselte er zum Erstligisten Yokohama F. Marinos nach Yokohama. Am Ende der Saison 2019 und 2022 feierte er mit dem Club die japanische Fußballmeisterschaft. Am 11. Februar 2023 gewann er mit den Marinos den Supercup. Das Spiel gegen den Pokalsieger Ventforet Kofu wurde mit 2:1 gewonnen. Am Ende der Saison 2023 feierte er mit den Marinos die Vizemeisterschaft.

## Erfolge
Yokohama F. Marinos
- Japanischer Meister: 2019, 2022
- Japanischer Vizemeister: 2023
- Japanischer Supercup-Sieger: 2023